# Anton Kandráč
Anton Kandráč (8. dubna 1925 Krivany – 29. května 1954 Věznice Pankrác) byl slovenský úředník a protikomunistický odbojář odsouzený v politickém procesu komunistickým režimem k trestu smrti a v roce 1954 popraven.

## Životopis
Narodil se v roce 1925 v Krivanech.
Po únorovém převratu v roce 1948 se zapojil do protikomunistického odboje, když se stal agentem chodcem. V rámci své činnosti spolupracoval s americkou zpravodajskou službou CIC. Posléze byl však dopaden a odsouzen k trestu odnětí svobody v délce 20 let. Z vězení se mu ovšem podařilo v roce 1950 uprchnout, přičemž ve své činnosti pokračoval.

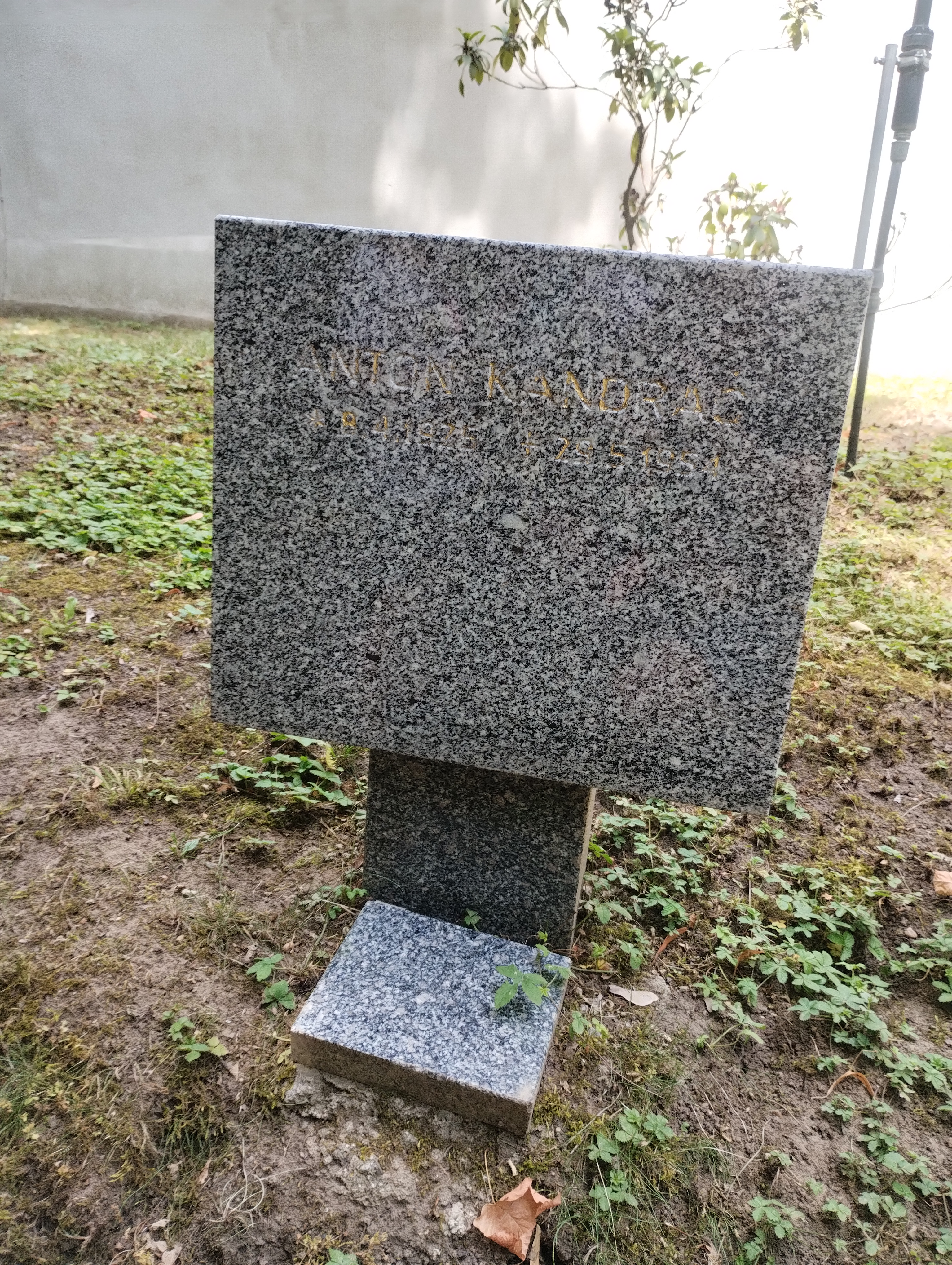
Symbolický náhrobek A. Kandráče na Čestném pohřebišti v Ďáblicích

V dubnu 1954 byl v politickém procesu zvaném „Kandrač a spol.“ odsouzen k trestu smrti. Popraven byl v květnu 1954. Několik dalších agentů chodců a jejich spolupracovníků bylo v procesu odsouzeno k dlouholetým trestům odnětí svobody.